# Мбам і Інубу (департамент)
Мбам-ет-Інубу — департамент Центрального регіону у Камеруні. Департамент займає площу 7125 км² і станом на 2001 рік мав 153 020 населення. Адміністративний центр департаменту знаходиться в Бафії.

## Підрозділи
Департамент адміністративно поділений на дев'ять комун і на села.

### Комуни
- Бафія
- Бокіто
- Деук
- Кіікі
- Кон-Ямбетта
- Макенене
- Ндікінімекі
- Нітоукоу
- Омбесса